# Фридрих Вилхелм (Брауншвайг-Волфенбютел)
Фридрих Вилхелм (на немски: Friedrich Wilhelm von Braunschweig-Oels, „Schwarze Herzog“; * 9 октомври 1771, Брауншвайг; † 16 юни 1815 при Катр-Бра, Обединено кралство Нидерландия) от род Велфи (Нов Дом Брауншвайг), e херцог на Брауншвайг-Люнебург, княз на Брауншвайг-Волфенбютел (1806 – 1807), херцог на Брауншвайг (1813 – 1815) и херцог на силезийското Херцогство Олешница (1806 – 1814). Той е известен пруски генерал по време на Наполеоновите войни и има названието „Черния херцог“.

## Живот
Фридрих Вилхелм е четвъртият син на пруския генерал-фелдмаршал херцог Карл Вилхелм Фердинанд фон Брауншвайг (1735 – 1806) и английската принцеса Августа фон Хановер (1737 – 1813), най-възрастната дъщеря на принц Фридрих Лудвиг фон Хановер, внучка на крал Джордж II.
През 1789 г. той влиза в пруската войска и участва от 1792 г. като капитан в първата коалиционна война против Франция. През юли 1801 г. той е генералмайор.
Фридрих Вилхелм се жени на 1 ноември 1802 г. в Карлсруе за принцеса Мария фон Баден (1782–1808), дъщеря на принц-наследник Карл Лудвиг фон Баден (1755 – 1801) и съпругата му Амалия фон Хесен-Дармщат (1754 – 1832), дъщеря на ландграф Лудвиг IX от Хесен-Дармщат (1719 – 1790) и Каролина фон Пфалц-Цвайбрюкен (1721 – 1774).
През 1806 г. баща му го определя за наследник на трона, понеже тримата му по-големи братя не са подходящи за управление. Той не може да започне управлението в своите територии, защото Наполеон Бонапарт е образувал от тях през 1807 г. Кралство Вестфалия и поставил там брат си Жером Бонапарт. Фридрих Вилхелм се оттегля в пруския Оелс.
Той участва в плановете за въстание против Наполеон. През 1809 г. създава и поддържа със свои средства „свободен корпсус“, който е под закрилата на Австрия. Войниците му са с черна униформа, затова той е наречен черния херцог. Център на неговия свободен корпус е в Лондон.
На 22 декември 1813 г. след изгонването на френските завоеватели Фридрих Вилхелм поема управлението на Брауншвайг. На 16 юни 1815 г. той пада убит в битка при Катр-Бра против французите. Погребан е до неговите 22 предци в катедралата на Брауншвайг.
- Мария фон Баден
- Паметник на Фридрих Вилхелм в Брауншвайг

## Деца
Фридрих Вилхелм и Мария фон Баден имат децата:
- Карл II (1804 – 1873), херцог на Брауншвайг
- Вилхелм (1806 – 1884), херцог на Брауншвайг
- дъщеря, мъртвородена на 7 декември 1808